# سیارک ۸۶۳۲
سیارک ۸۶۳۲ (به انگلیسی: 8632 Egleston، نامگذاری:1981FR) هشت هزار و ششصد و سی و دومین سیارک کشف شده‌است که در ۲۸ مارس ۱۹۸۱ کشف شد.
قدر مطلق سیارک برابر ۱۳٫۸۰ است.